# Croix du Crestet
La croix du Crestet est une croix située au Crestet, en France.

## Localisation
La croix est située sur la commune du Crestet, dans le département français de l'Ardèche.

## Historique
L'édifice est inscrit au titre des monuments historiques en 1927.